# Calyx podatypa
Calyx podatypa är en svampdjursart som först beskrevs av de Laubenfels 1934.  Calyx podatypa ingår i släktet Calyx och familjen Phloeodictyidae.
Artens utbredningsområde är Puerto Rico. Inga underarter finns listade i Catalogue of Life.